# William Hayman Cummings
Wiliam Hayman Cummings (Sidbury, Devonshire, 22 d'agost de 1831 - Londres, 10 de juny de 1915) fou un compositor anglès.
Va pertànyer al cor de l'església de Sant Paul i fou tenor de la capella reial i de l'abadia de Westminster i solista en moltes festes musicals, fent-se aplaudir també a l'escena. Sotsdirector el 1882 i després director, el 1886 de la Sacred Harmonic Society, és, des de 1896, director del Conservatori de Música de Queldhall.
Donà nombroses conferències envers la història de la música en la Royal Institution (1894) i en la London Institution; dirigí les publicacions de la Purcell-Society, també va escriure una biografia de Henry Purcell per l'obra Great Musicians de Hüffers (2ª, ed., 1899), un Biographical Dictionary of Music (Londres, 1892), un llibre d'ensenyament de música elemental. Rudiments of Music i articles pel Diccionari de la Música de Grove. També fou professor de la Reial Acadèmia de Música i vicepresident del Reial Col·legi d'Organistes.
A part de diverses composicions, majorment religioses, també va escriure The Life of Purcell, The Origin and History of Good Save King i Life of Handel.
Cummings es casà amb Clara Anne Hobbs, filla del seu professor, el cantant ben conegut John William Hobbs (1799-1877). Morí a Londres i fou enterrat en el cementiri de l'oest de Norwood, al sud de Londres.